# Bert Williams
Bert Frederick Williams MBE (31. januar 1920 - 19. januar 2014) var en engelsk fodboldspiller (målmand).
Williams repræsenterede primært Wolverhampton Wanderers, som han både vandt det engelske mesterskab og FA Cuppen med. Han spillede også nogle sæsoner hos Walsall.
Williams spillede desuden 24 kampe for det engelske landshold. Hans første landskamp var et opgør mod Frankrig 22. maj 1949, hans sidste en kamp mod Wales 22. oktober 1955.
Williams var en del af det engelske hold der deltog ved VM i 1950 i Brasilien, landets første VM-deltagelse nogensinde. Turneringen endte med et skuffende exit efter det indledende gruppespil for englænderne, og Williams spillede alle landets tre kampe.